# Jüdische Gemeinde Königsfeld
Die jüdische Gemeinde Königsfeld im rheinland-pfälzischen Landkreises Ahrweiler bestand von 1847 bis in die 1930er Jahre. Ab 1847 war sie Sitz des Synagogenbezirks Königsfeld.

## Geschichte
Obwohl erst im Jahr 1599 eine in Königsfeld ansässige jüdische Familie erwähnt wird, ist anzunehmen, dass bereits im 14. Jahrhundert Juden dort siedelten. Denn bereits im Jahr 1336 erhielten die Burggrafen von Landskron das Recht insgesamt bis zu 12 Juden die Erlaubnis zu erteilen, sich auf ihrem Gebiet als Schutzjuden niederzulassen. Auch im 17. und 18. Jahrhunderte werden vereinzelt am Ort ansässige Juden urkundlich erwähnt. Obwohl die Zahl der in Königsfeld lebenden Juden im Laufe der ersten Hälfte des 19. Jahrhunderts zunahm, gehörten die jüdischen Einwohner zur jüdischen Gemeinde Niederzissen. Im Jahr 1847 wurde Königsfeld zum Sitz des Synagogenbezirks Königsfeld der auf der Grundlage des preußischen Judengesetzes neu gegründet wurde. Ab diesem Zeitpunkt gehörten auch die in Dedenbach und Schalkenbach ansässigen Juden zur jüdischen Gemeinde Königsfeld. Ab der Mitte des 19. Jahrhunderts kam es, wie in vielen Landgemeinden, zu Auswanderungen, vorwiegend in die Vereinigten Staaten sowie zur Abwanderung in Folge der zunehmenden Industrialisierung in die Städte. Dies hatte zur Folge, dass die Mitgliederzahl der jüdischen Gemeinde zurückging. Ab 1933, nach der Machtergreifung Adolf Hitlers, wurden die jüdischen Einwohner immer mehr entrechtet. Zudem kam es immer wieder zu antijüdischen Aktionen, was dazu führte, dass weitere Mitglieder der jüdischen Gemeinschaft Königsfeld verließen. Wann die letzten jüdischen Einwohner den Ort verließen oder ob, wann und wohin sie deportiert wurden, ist nicht bekannt.

## Entwicklung der jüdischen Einwohnerzahl
| Jahr | Juden | Jüdische Familien | Bemerkung |
| ---- | ----- | ----------------- | --------- |
| 1808 | 19    |                   |           |
| 1853 | 17    |                   |           |
| 1856 | 17    | 4                 |           |
| 1871 | 22    |                   |           |
| 1895 | 19    |                   |           |
| 1925 | 14    |                   |           |
| 1933 | 14    |                   |           |

Quelle: alemannia-judaica.de; jüdische-gemeinden.de;; „… und dies ist die Pforte des Himmels“

## Einrichtungen

### Synagoge
Die Synagoge wurde ca. 1840 eingerichtet. Bei den Novemberpogromen 1938 wurde die Synagoge verwüstet und die Inneneinrichtung vernichtet. 1965 wurde das Gebäude abgerissen und an seiner Stelle ein Neubau errichtet.

### Mikwe
Die Gemeinde verfügte über eine Mikwe.

### Schule
Über eine eigene Elementarschule verfügte die jüdische Gemeinde aufgrund der geringen Zahl an Kindern nicht. Der Religionsunterricht fand in der 1840 eingerichteten Synagoge statt. Vermutlich war ab Mitte des 19. Jahrhunderts auch ein Religionslehrer angestellt, der auch die Aufgaben des Vorbeters und Schochet innehatte. 1856 wird durch den damaligen Bürgermeister berichtet, dass die jüdische Gemeinde neben der Synagoge auch ein Wohngebäude besaß. Dieses „[…] dient dermalen als Versammlungs- und Beratungsort und ist bestimmt für eine Schule“. Als Schule wurde dieses Gebäude, wohl auch auf Grund der zurückgehenden Mitgliederzahlen der jüdischen Gemeinde, nicht genutzt.

### Friedhof
Die Toten wurden ab ca. 1838 bis ins Jahr 1942 auf dem jüdischen Friedhof Königsfeld beigesetzt.

## Opfer des Holocaust
Das Gedenkbuch – Opfer der Verfolgung der Juden unter der nationalsozialistischen Gewaltherrschaft 1933–1945 und die Zentrale Datenbank der Namen der Holocaustopfer von Yad Vashem führen 32 Mitglieder der jüdischen Gemeinschaft Bad Breisig und Dedenbach auf (die dort geboren wurden oder zeitweise lebten), die während der Zeit des Nationalsozialismus ermordet wurden.